# Османсько-португальське протистояння
Османсько-португальське протистояння — ряд збройних зіткнень та конфліктів між Османською імперією та Португальською імперією або між різними військовими коаліціями, в яких з протилежних сторін брали участь військові сили обох цих сторін. Це протистояння відбувалось в XVI столітті під час спроб Османської імперії протистояти колоніальній експансії Португальської імперії в районі Індійського океана, ключовому регіоні торгівлі прянощами та іншими східними товарами. Деякі з цих конфліктів були короткочасними, а інші тривали багато років. Османській імперії вдалось досягнути лише часткового успіху — хоча в акваторії Індійського океану португальці утвердились на індійському і африканському узбережжі, а також в Ормузі і Перській затоці, османам вдалось утримати під своїм контролем Червоне море та Аден і таким чином не дозволили португальцям повністю монополізувати морську торгівлю прянощами.
У цих конфліктах також брали участь локальні держави з регіону Індійського океану. Наприклад, після 1538 року султанат Адал за допомогою Сомалійської Аджуранської імперії та Османської імперії воював проти Ефіопської імперії. Ефіопів підтримували португальці під командуванням Кріштована да Гами, сина відомого мореплавця Васко да Гами. Ця війна відома як Адало-ефіопська війна.

## Перелік османсько-португальських конфліктів
- Португальська експедиція в Отранто (1481)
- Завоювання Гоа (1510)
- Облога Джидди (1517)
- Облога Діу (1531)
- Османсько-португальські конфлікти (1538—1559)
- Облога Діу (1538)
- Адало-ефіопська війна (1541–1543)
- Захоплення Адена (1548)
- Захоплення Маската (1552)
- Битва в Оманській затоці (1554)
- Облога Бахрейна (1559)
- Османські експедиції в Ачех
- Османські рейди на узбережжя Суахілі (1586–1589)